# Las Torres de Cotillas
Las Torres de Cotillas là một đô thị ở cộng đồng tự trị Murcia. Đô thị này có dân số 20.154 (2007) và diện tích 38 km².